# (3238) Timresovia
(3238) Timresovia es un asteroide perteneciente al cinturón de asteroides, descubierto el 8 de noviembre de 1975 por Nikolái Stepánovich Chernyj desde el Observatorio Astrofísico de Crimea (República de Crimea).

## Designación y nombre
Designado provisionalmente como 1975 VB9. Fue nombrado Timresovia en honor al biólogo soviético ruso Nikolaj Vladimiroviĉ Timofejev-Resovskij.